# Sidney Jones
 (juillet 2024).
Si vous disposez d'ouvrages ou d'articles de référence ou si vous connaissez des sites web de qualité traitant du thème abordé ici, merci de compléter l'article en donnant les références utiles à sa vérifiabilité et en les liant à la section « Notes et références ».
James Sidney Jones (plus connu sous le nom de Sidney Jones), né le 17 juin 1861 à Islington et mort le 29 janvier 1946 à Kew, est un chef d'orchestre et compositeur anglais, célèbre pour ses comédies musicales de la fin de l'époque victorienne et de l'époque édouardienne.
Son œuvre la plus connue est The Geisha, mais plusieurs autres de ses comédies musicales ont été parmi les spectacles les plus populaires de l'époque, jouissant de longues séries de représentations, de tournées internationales et de nombreuses reprises.

## Biographie et carrière
Sydney Jones est né à Islington, Londres. Son père, James Sidney Jones Sr. (1837-1914) originaire de Suffolk, était un chef de musique militaire. Sa mère, Ann Jones, est née Eycott. Dans son enfance, Jones déménage chaque fois que son père est transféré dans nouvelles bases militaires en Angleterre et en Irlande. Le jeune Jones apprend à jouer de divers instruments de l'orchestre. À Dublin, il étudie avec Robert Stewart (1825-1894) du Trinity College. La famille s'installe ensuite à Leeds, où son père devient chef des Leeds Rifles, puis directeur musical du Grand Théâtre de Leeds. Plus tard il dirige l'Orchestre des  à Harrogate. Jones est le fils aîné et le deuxième de six enfants. Son plus jeune frère, Guy Sidney Jones (1875-1959), est également devenu un chef d'orchestre et compositeur notamment des Gay Gordons (1907). En 1885, Jones épouse Kate Linley, une actrice, dont il a cinq enfants.

### Les débuts
Sydney entame son expérience professionnelle en jouant de la clarinette dans l'orchestre de son père . Il donne également des leçons de piano. En 1882, il est engagé comme chef d'orchestre pour des tournées de pièces telles que, par exemple, Les Cloches de Corneville de Robert Planquette ou un spectacle musical populaire américain, Fun on the Bristol. Il fait ensuite une tournée avec la famille Vokes et compose la musique et les chansons de scène pour leur spectacle burlesque, In Camp. En 1886, l'actrice et productrice Kate Santley l'engage comme directeur musical pour la tournée de sa comédie musicale Vetah. 
Jones travaille ensuite pour Henry Leslie, pendant près de quatre ans en tant que chef de la tournée de l'opéra comique d'Alfred Cellier Dorothy (avec Lucy Carr Shaw, la sœur de George Bernard Shaw), Doris et The Red hussard. Puis il dirige en tournée le mélodrame burlesque du Gaiety Theatre de Londres, Little Jack Sheppard, sous la direction du comédien J.J. Dallas. C'est ensuite, en 1891, engagé par George Edwardes, la tournée du Gaiety aux États-Unis et en Australie. Il revient brièvement diriger en Grande-Bretagne en 1892. Après neuf ans de tournée, Edwardes engage Jones pour la comédie musicale In Town au Prince of Wales Theatre dans le West End de Londres. Il dirige ensuite une autre comédie musicale dans le  West End, Morocco Bound (1893) et la production londonienne de The Gay Parisienne (1896).

### Premiers succès en tant que compositeur

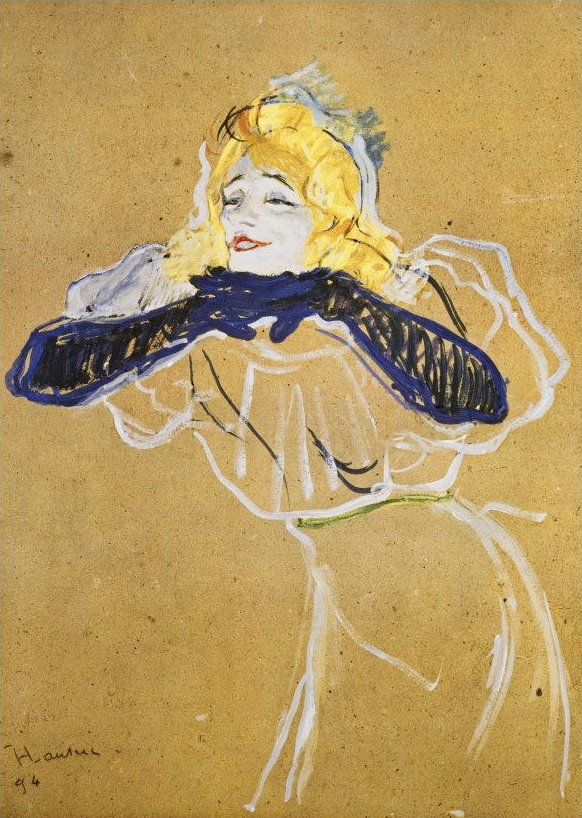
Yvette Guilbert chantant Linger Longer, Loo

Parallèlement à ses activités de chef d'orchestre, Sydney Jones commence à composer de la musique et des chansons pour les spectacles qu'il dirige. En 1889, il écrit la partition musicale de la pantomime Aladdin II, jouée à Leeds. Lorsque la compagnie d'Edwardes produit Cinder Ellen en Australie, Jones compose un numéro de danse qui est ajouté à la partition de Meyer Lutz. Jones compose également une opérette, Our Family Legend (1892 ), sur un livret de Reginald Stockton, produite à Brighton. En 1893, une de ses chansons, Linger Longer, Loo est ajoutée à la comédie burlesque de Lutz Don Juan au Gaiety theater. La chanson est devenue populaire dans le monde anglo-saxon et a inspiré un dessin de Toulouse-Lautrec où l'on voit Yvette Guilbert la chantant.
En 1893, Edwardes commande à Jones la musique deA Gaiety Girl, sur un livret de Owen Hall. Le résultat est une longue tournée internationale à succès. Cette pièce pose les bases d'un nouveau genre de théâtre musical populaire connu comme la comédie musicale édouardienne. La ballade Sunshine above tirée de cette pièce est devenue une chanson très populaire dans les salons. Le style de Jones est similaire à celui d'Arthur Sullivan et Cellier, que Jones avait longtemps dirigé, mais il est plus léger, plus clair, conforme aux goûts populaires de l'époque.

### Le Daly's Theatre et les dernières années
Sydney Jones est vite devenu le compositeur et directeur musical attitré du New Daly's Theatre de George Edwardes. Après A Gaiety Girl, Jones collabore à nouveau avec Hall et avec le parolier Harry Greenbank pour produire un autre succès, An Artist's Model (1894). Puis ce sont trois des comédies musicales les plus réussies des années 1890 : The Geisha (1896), A Greek Slave (1898), et San Toy (1899). Les comédies musicales de Jones sont écrites dans un style musicalement plus solide que les pièces habituelles données au Gaiety. Leurs livrets arboraient une intrigue romantique sérieuse et bien ficelée (confiée au baryton  Hayden Coffin et à la soprano Marie Tempest) à côté d'éléments comiques. Les partitions mélangent habillement des éléments plus légers, sentimentaux et dramatiques, ainsi que certains passages impressionnants et exigeants vocalement dans les ensembles et finals.
La chanson tirée de The Geisha, The Amorous Goldfish a connu une grande notoriété, comme plusieurs de ses autres chansons de ses spectacles. The Geisha a profité de l'engouement pour les décors orientaux de l'opérette de Gilbert et Sullivan, The Mikado (1885). The Geisha et San Toy ont souvent été repris, enregistrés et joués en Europe ainsi que dans tout le monde anglo-saxon. Anton Tchekhov, dans La Dame au petit chien fait référence à The Geisha. Il y a même une adaptation cinématographique russe de 1959, avec la musique originale, y compris The Amorous Goldfish.
D'autres comédies musicales suivent. Les plus grands succès sont My Lady Molly en 1902 et King of Cadonia en 1908 (produit par Frank Curzon). En tant que directeur musical à l'Empire Theatre, Jones a écrit des ballets, The Bugle Call (1905) et Cendrillon (1906). Plus tard, de retour au Gaiety Theatre, avec The Girl from Utah en 1913, et au Daly's Theatre avec The Happy Day en 1916, il connaît ses deux derniers succès. Jones, comme son collaborateur Lionel Monckton est la victime de l'évolution des modes musicales à l'époque de la Première Guerre mondiale, tels que les rythmes syncopés de danse comme le ragtime. Il arrête alors de composer.
Jones est mort à son domicile à Kew, Surrey, à l'âge de 84 ans.

## Œuvres principales et collaborations
- 1889 Aladdin II
- 1892 Our Family Legend
- 1892 Don Juan (Contribution)
- 1893 A Gaiety Girl
- 1894 An Artist's Model
- 1896 The Geisha
- 1898 A Greek Slave
- 1899 San Toy
- 1902 My Lady Molly
- 1903 The Medal and the Maid
- 1905 The Bugle Call (ballet)
- 1906 Cinderella (ballet)
- 1906 See See
- 1908 King of Cadonia
- 1909 A Persian Princess
- 1913 The Girl from Utah
- 1916 The Happy Day